# Liste der Darsteller aus dem DC Extended Universe
Dieser Artikel bietet eine Übersicht, jeweils sortiert nach erstmaligem Auftritt, über die Haupt- und Nebendarsteller der Kinofilme und Fernsehserien des DC Extended Universe, sowie deren deutsche Synchronsprecher.
| Einführung in …                                 |
| ----------------------------------------------- |
| Man of Steel                                    |
| Batman v Superman: Dawn of Justice              |
| Suicide Squad                                   |
| Wonder Woman                                    |
| Justice League                                  |
| Aquaman                                         |
| Shazam!                                         |
| Birds of Prey: The Emancipation of Harley Quinn |
| Wonder Woman 1984                               |
| The Suicide Squad                               |
| Peacemaker                                      |
| Black Adam                                      |
| Shazam! Fury of the Gods                        |
| The Flash                                       |
| Blue Beetle                                     |

## Besetzung
| Rollenname                                  | Schauspieler/in         | Auftritt(e) in … | Synchronsprecher/in               |
| ------------------------------------------- | ----------------------- | --- | --------------------------------- |
| Superman / Clark Kent / Kal-El              | Henry Cavill            | Man of Steel; Batman v Superman: Dawn of Justice; Justice League; Zack Snyder’s Justice League; Shazam! 1; Black Adam 1; Peacemaker 1                  | Alexander Doering                 |
| Superman / Clark Kent / Kal-El              | Nicolas Cage            | The Flash | Stumm                             |
| Lois Lane                                   | Amy Adams               | Man of Steel; Batman v Superman: Dawn of Justice; Justice League; Zack Snyder’s Justice League                                                         | Giuliana Jakobeit                 |
| General Zod                                 | Michael Shannon         | Man of Steel; Batman v Superman: Dawn of Justice; The Flash                                                                                            | Wolfgang Wagner                   |
| Jonathan Kent                               | Kevin Costner           | Man of Steel; Batman v Superman: Dawn of Justice | Frank Glaubrecht                  |
| Martha Kent                                 | Diane Lane              | Man of Steel; Batman v Superman: Dawn of Justice; Justice League; Zack Snyder’s Justice League                                                         | Arianne Borbach                   |
| Jor-El                                      | Russell Crowe           | Man of Steel | Martin Umbach                     |
| Perry White                                 | Laurence Fishburne      | Man of Steel; Batman v Superman: Dawn of Justice | Tom Vogt                          |
| Colonel Nathan Hardy                        | Christopher Meloni      | Man of Steel | Frank Röth                        |
| Steve Lombard                               | Michael Kelly           | Man of Steel | Peter Flechtner                   |
| Lara Lor-Van                                | Ayelet Zurer            | Man of Steel | Melanie Pukaß                     |
| Dr. Emil Hamilton                           | Richard Schiff          | Man of Steel | Frank-Otto Schenk                 |
| Martian Manhunter / General Calvin Swanwick | Harry Lennix            | Man of Steel; Batman v Superman: Dawn of Justice; Zack Snyder’s Justice League                                                                         | Ronald Nitschke                   |
| Glen Woodburn                               | Chad Krowchuk           | Man of Steel; Batman v Superman: Dawn of Justice | Konrad Bösherz                    |
| Batman / Bruce Wayne                        | Ben Affleck             | Batman v Superman: Dawn of Justice; Suicide Squad; Justice League; Zack Snyder’s Justice League; The Flash; Aquaman: Lost Kingdom                      | Peter Flechtner                   |
| Batman / Bruce Wayne                        | Michael Keaton          | The Flash | Joachim Tennstedt                 |
| Batman / Bruce Wayne                        | George Clooney          | The Flash | Martin Umbach                     |
| The Flash / Barry Allen                     | Ezra Miller             | Batman v Superman: Dawn of Justice; Suicide Squad; Justice League; Zack Snyder’s Justice League; Peacemaker 1; The Flash                               | Patrick Baehr                     |
| Alfred Pennyworth                           | Jeremy Irons            | Batman v Superman: Dawn of Justice; Justice League; Zack Snyder’s Justice League; The Flash                                                            | Thomas Fritsch 3 Lutz Riedel 4    |
| Lex Luthor                                  | Jesse Eisenberg         | Batman v Superman: Dawn of Justice; Justice League; Zack Snyder’s Justice League                                                                       | Leonhard Mahlich                  |
| Wonder Woman / Diana Prince                 | Gal Gadot               | Batman v Superman: Dawn of Justice; Wonder Woman; Justice League; Wonder Woman 1984; Zack Snyder’s Justice League; Shazam! Fury of the Gods; The Flash | Sanam Afrashteh                   |
| Wonder Woman / Diana Prince                 | Lilly Aspell 5          | Wonder Woman; Wonder Woman 1984 | Hannah Monheim                    |
| Cyborg / Victor Stone                       | Ray Fisher              | Batman v Superman: Dawn of Justice; Justice League; Zack Snyder’s Justice League                                                                       | Tobias Schmidt                    |
| Ocean Master / Orm Marius                   | Patrick Wilson          | Batman v Superman: Dawn of Justice; Aquaman; Aquaman: Lost Kingdom                                                                                     | Johannes Berenz                   |
| Dr. Silas Stone                             | Joe Morton              | Batman v Superman: Dawn of Justice; Justice League; Zack Snyder’s Justice League                                                                       | Oliver Siebeck                    |
| Anatoli Knyazev                             | Callan Mulvey           | Batman v Superman: Dawn of Justice | Mark Schmal                       |
| Deadshot / Floyd Lawton                     | Will Smith              | Suicide Squad | Jan Odle                          |
| Captain Boomerang / Digger Harkness         | Jai Courtney            | Suicide Squad; The Suicide Squad | Torben Liebrecht                  |
| Harley Quinn / Dr. Harleen Quinzel          | Margot Robbie           | Suicide Squad; Birds of Prey: The Emancipation of Harley Quinn; The Suicide Squad                                                                      | Anne Helm                         |
| El Diablo / Chato Santana                   | Jay Hernandez           | Suicide Squad | Marcel Collé                      |
| Enchantress / Dr. June Moone                | Cara Delevingne         | Suicide Squad | Maximiliane Häcke                 |
| Joker                                       | Jared Leto              | Suicide Squad | Stefan Kaminski                   |
| Rick Flag                                   | Joel Kinnaman           | Suicide Squad; The Suicide Squad | Martin Kautz                      |
| Amanda Waller                               | Viola Davis             | Suicide Squad; The Suicide Squad; Peacemaker; Black Adam                                                                                               | Martina Treger                    |
| Steve Trevor                                | Chris Pine              | Wonder Woman; Wonder Woman 1984 | Nico Sablik                       |
| Hippolyta                                   | Connie Nielsen          | Wonder Woman; Justice League; Wonder Woman 1984; Zack Snyder’s Justice League                                                                          | Andrea Aust                       |
| General Antiope                             | Robin Wright            | Wonder Woman; Justice League; Wonder Woman 1984 | Irina von Bentheim                |
| Erich Ludendorff                            | Danny Huston            | Wonder Woman | Klaus-Dieter Klebsch              |
| Ares / Sir Patrick Morgan                   | David Thewlis           | Wonder Woman | Frank Röth                        |
| Aquaman / Arthur Curry                      | Jason Momoa             | Justice League; Aquaman; Zack Snyder’s Justice League; Peacemaker 1; The Flash; Aquaman: Lost Kingdom                                                  | Matti Klemm                       |
| Mera                                        | Amber Heard             | Justice League; Aquaman; Zack Snyder’s Justice League; Aquaman: Lost Kingdom                                                                           | Julia Kaufmann                    |
| Black Clad Alpha                            | Michael McElhatton      | Justice League; Zack Snyder’s Justice League | Thomas Schmuckert                 |
| Commissioner James Gordon                   | J.K. Simmons            | Justice League; Zack Snyder’s Justice League | Jan Spitzer 3 Joachim Tennstedt 4 |
| Deathstroke / Slade Wilson                  | Joe Manganiello         | Justice League; Zack Snyder’s Justice League | Uve Teschner                      |
| Zauberer Shazam                             | Djimon Hounsou          | Aquaman; Shazam!; Black Adam; Shazam! Fury of the Gods                                                                                                 | Tilo Schmitz                      |
| Dr. Stephen Shin                            | Randall Park            | Aquaman; Aquaman: Lost Kingdom | Tobias Nath                       |
| Nuidis Vulko                                | Willem Dafoe            | Aquaman; Zack Snyder’s Justice League; Aquaman: Lost Kingdom                                                                                           | Reiner Schöne                     |
| Königin Atlanna                             | Nicole Kidman           | Aquaman; Aquaman: Lost Kingdom | Petra Barthel                     |
| König Nereus                                | Dolph Lundgren          | Aquaman; Aquaman: Lost Kingdom | Manfred Lehmann                   |
| Black Manta / David Kane                    | Yahya Abdul-Mateen II   | Aquaman; Aquaman: Lost Kingdom | Johann Fohl                       |
| Thomas Curry                                | Temuera Morrison        | Aquaman; The Flash; Aquaman: Lost Kingdom | Hans Bayer                        |
| Billy Batson                                | Asher Angel             | Shazam!; Shazam! Fury of the Gods | Cedric Eich                       |
| Billy Batson                                | Zachary Levi 2          | Shazam!; Shazam! Fury of the Gods | Norman Matt                       |
| Dr. Thaddeus Sivana                         | Mark Strong             | Shazam!; Shazam! Fury of the Gods | Torsten Michaelis                 |
| Freddy Freeman                              | Jack Dylan Grazer       | Shazam!; Shazam! Fury of the Gods | Jaro Haggège                      |
| Freddy Freeman                              | Adam Brody 2            | Shazam!; Shazam! Fury of the Gods | Sven Hasper                       |
| Darla Dudley                                | Faithe Herman           | Shazam!; Shazam! Fury of the Gods | Nele Zech                         |
| Darla Dudley                                | Meagan Good 2           | Shazam!; Shazam! Fury of the Gods | Esra Vural                        |
| Eugene Choi                                 | Ian Chen                | Shazam!; Shazam! Fury of the Gods | Marlon Brieger                    |
| Eugene Choi                                 | Ross Butler 2           | Shazam!; Shazam! Fury of the Gods | Nico Sablik                       |
| Mary Bromfield                              | Grace Caroline Currey   | Shazam!; Shazam! Fury of the Gods | Victoria Frenz                    |
| Mary Bromfield                              | Michelle Borth 2        | Shazam! | Sonja Spuhl                       |
| Pedro Peña                                  | Jovan Armand            | Shazam!; Shazam! Fury of the Gods | Amadeus Strobl                    |
| Pedro Peña                                  | D.J. Cotrona 2          | Shazam!; Shazam! Fury of the Gods | Peter Lontzek                     |
| Victor Vasquez                              | Cooper Andrews          | Shazam!; Shazam! Fury of the Gods | Tobias Müller                     |
| Rosa Vasquez                                | Marta Milans            | Shazam!; Shazam! Fury of the Gods | Marie Bierstedt                   |
| Black Mask / Roman Sionis                   | Ewan McGregor           | Birds of Prey: The Emancipation of Harley Quinn | Philipp Moog                      |
| Captain Patrick Erickson                    | Steven Williams         | Birds of Prey: The Emancipation of Harley Quinn | Roland Hemmo                      |
| Cassandra Cain                              | Ella Jay Basco          | Birds of Prey: The Emancipation of Harley Quinn | Derya Flechtner                   |
| Dinah Lance / Black Canary                  | Jurnee Smollett         | Birds of Prey: The Emancipation of Harley Quinn | Anja Stadlober                    |
| Helena Bertinelli / Huntress                | Mary Elizabeth Winstead | Birds of Prey: The Emancipation of Harley Quinn | Maria Koschny                     |
| Barbara Minerva                             | Kristen Wiig            | Wonder Woman 1984 | Katrin Fröhlich                   |
| Maxwell Lord                                | Pedro Pascal            | Wonder Woman 1984 | Florian Halm                      |
| Christopher Smith / Peacemaker              | John Cena               | The Suicide Squad; Peacemaker | Dennis Schmidt-Foß                |
| Robert DuBois / Bloodsport                  | Idris Elba              | The Suicide Squad | Oliver Stritzel                   |
| Abner Krill / Polka-Dot Man                 | David Dastmalchian      | The Suicide Squad | Marius Clarén                     |
| Richard 'Dick' Hertz / Blackguard           | Pete Davidson           | The Suicide Squad | Tim Schwarzmaier                  |
| Nanaue / King Shark                         | Sylvester Stallone      | The Suicide Squad | Stefan Fredrich                   |
| John Economos                               | Steve Agee              | The Suicide Squad; Peacemaker | Michael Iwannek                   |
| Emilia Harcourt                             | Jennifer Holland        | The Suicide Squad; Peacemaker; Black Adam; Shazam! Fury of the Gods                                                                                    | Leonie Dubuc                      |
| Tyla DuBois                                 | Storm Reid              | The Suicide Squad | Derya Flechtner                   |
| Leota Adebayo                               | Danielle Brooks         | Peacemaker | Elisa Bannat                      |
| Vigilante / Adrian Chase                    | Freddie Stroma          | Peacemaker | Tobias Diakow                     |
| White Dragon / Auggie Smith                 | Robert Patrick          | Peacemaker | Ronald Nitschke                   |
| Clemson Murn / Ik Nobe Llok                 | Chukwudi Iwuji          | Peacemaker | Asad Schwarz                      |
| Det. Sophie Song / Eek Stack Ik Ik          | Annie Chang             | Peacemaker | Magdalena Turba                   |
| Det. Larry Fitzgibbon                       | Lochlyn Munro           | Peacemaker | Olaf Reichmann                    |
| Black Adam / Teth-Adam                      | Dwayne Johnson          | Black Adam | Ingo Albrecht                     |
| Hawkman / Carter Hall                       | Aldis Hodge             | Black Adam | Torben Liebrecht                  |
| Doctor Fate / Kent Nelson                   | Pierce Brosnan          | Black Adam | Frank Glaubrecht                  |
| Atom Smasher / Albert 'Al' Rothstein        | Noah Centineo           | Black Adam | Julian Tennstedt                  |
| Cyclone / Maxine Hunkel                     | Quintessa Swindell      | Black Adam | Olivia Büschken                   |
| Sabbac / Ishmael Gregor                     | Marwan Kenzari          | Black Adam | Bastian Sierich                   |
| Adrianna Tomaz                              | Sarah Shahi             | Black Adam | Alexandra Wilcke                  |
| Amon Tomaz                                  | Bodhi Sabongui          | Black Adam | Joshua Waga                       |
| Anthea                                      | Rachel Zegler           | Shazam! Fury of the Gods | Daniela Molina                    |
| Hespera                                     | Helen Mirren            | Shazam! Fury of the Gods | Karin Buchholz                    |
| Kalypso                                     | Lucy Liu                | Shazam! Fury of the Gods | Melanie Hinze                     |
| Nora Allen                                  | Maribel Verdú           | The Flash | Schaukje Könning                  |
| Iris West                                   | Kiersey Clemons         | The Flash | Özge Kayalar                      |
| Doctor Alchemy / Albert Desmond             | Rudy Mancuso            | The Flash | Jonas Lauenstein                  |
| Alberto 'Al' Falcone                        | Luke Brandon Field      | The Flash | Alex Friedland                    |
| Captain David Singh                         | Sanjeev Bhaskar         | The Flash | Stefan Krause                     |
| Supergirl / Kara Zor-El                     | Sasha Calle             | The Flash | Jessica Rust                      |
| Blue Beetle / Jaime Reyes                   | Xolo Maridueña          | Blue Beetle | Julian Tennstedt                  |
| Alberto Reyes                               | Damián Alcázar          | Blue Beetle | Victor Oller                      |
| Ignacio Carapax / OMAC                      | Raoul Max Trujillo      | Blue Beetle | Marlin Wick                       |
| José / Dr. Sanchez                          | Harvey Guillén          | Blue Beetle | Sascha Krüger                     |
| Milagro Reyes                               | Belissa Escobedo        | Blue Beetle | Özge Kayalar                      |
| Nana                                        | Adriana Barraza         | Blue Beetle | Sabina Trooger                    |
| Victoria Kord                               | Susan Sarandon          | Blue Beetle | Kerstin Sanders-Dornseif          |
| Rudy Reyes                                  | George Lopez            | Blue Beetle | Carlos Lobo                       |
| Rocio Reyes                                 | Elpidia Carrillo        | Blue Beetle | Monica Bielenstein                |
| Khaji-Da                                    | Becky G (Stimme)        | Blue Beetle | Dalia Schmidt-Foß                 |